# プリンセス・ブライド・ストーリー
『プリンセス・ブライド・ストーリー』（The Princess Bride）は、1987年製作のアメリカ映画。
ウィリアム・ゴールドマンの『プリンセス・ブライド』の映画化でゴールドマン自身が脚本を担当。病気の孫のために、祖父が『プリンセス・ブライド』の物語を語るという構成になっている。1987年のトロント国際映画祭で、最高賞である観客賞（ピープルズ・チョイス・アウォード）を受賞。
キャッチ・コピーは「ホントの恋は命がけ。」
スティーヴン・ジェイ・シュナイダーの『死ぬまでに観たい映画1001本』に掲載されている。

## ストーリー
冒頭のサブストーリーでは、祖父（ピーター・フォーク）が病気の孫（フレッド・サベージ）に本を読んでやっている。この本を読むシーンがしばしばメインストーリーに挿入される。
キンポウゲ（バターカップ）と言う名の若い女性（ロビン・ライト）はフローリン国の農場に暮らしている。農夫の若者のウェスリー（ケイリー・エルウィス）に命令するたびに、ウェスリーは「仰せの通りに」と答え、喜んで従う。やがてキンポウゲはウェスリーがその言葉で愛を伝えていること、そして自分もウェスリーを愛していることに気づく。結婚するため金を稼ごうとウェスリーは旅に出るが、その船は誰も生きて返さないという評判の、“恐ろしい海賊ロバーツ”に襲われる。
5年後、キンポウゲは王の世継ぎのフンパーディンク王子（クリス・サランドン）と結婚することを渋々承知する。だが結婚式の前に、キンポウゲは3人の悪党に拉致される。スペイン人の剣の名手で父親を殺した6本指の男に復讐を誓うイニゴ・モントイヤ（マンディ・パティンキン）、巨人のフェジク（アンドレ・ザ・ジャイアント）、シシリア人のボスのビジニ（ウォーレス・ショーン）である。兵を率いたフンパーディンク王子と、仮面を被った黒衣の男がそれぞれ悪党を追いかける。だが実は3人の悪党は王子に雇われており、キンポウゲの死骸を敵のギルダー国の岸に置き去りにして戦争の口実にするつもりである。
黒衣の男は、“乱心の岩”の上で悪党に追いつき、イニゴと剣で闘って気絶させる。次にフェジクと素手で戦い、首を絞めて気絶させる。さらに知恵比べでビジニに毒を飲ませて殺し、キンポウゲを捕える。自らが海賊ロバーツであると明かすと、キンポウゲはウェスリーを殺したとなじり、斜面の下に突き落とす。落ちながら海賊ロバーツは「仰せの通りに」と言い、キンポウゲはロバーツがウェスリーであることに気づく。キンポウゲは追いかけ、ロバーツが代々の名跡をリーに譲り引退したことを知る。
キンポウゲとロバーツは噴き上げる炎、超流砂、巨大なげっ歯類と3つの脅威を備える火の沼を通り抜けるが、フンパーディンク王子とサディスティックな6本指の大臣ルーガン伯爵（クリストファー・ゲスト）に捕えられる。
ウェスリーを解放する代わりに、キンポウゲは王子と共に帰ることを承知する。だが王子はルーガンに命じてウェスリーを“絶望の穴”に閉じ込め拷問させる。後に、キンポウゲが結婚を渋ると、王子はウェスリーを探すと約束する。やがてキンポウゲは王子が嘘をついていたことを知り臆病者と罵る。怒った王子はウェスリーを拷問して殺す。
一方、フェジクはイニゴを探し出してルーガンのことを教える。イニゴは城を攻撃するためには黒衣の男の助けが必要だと考える。絶叫を聞きつけた二人はルーガンの拷問部屋にたどり着くが、ウェスリーはすでに死んでいる。二人がウェスリーを“奇跡屋マックス”（ビリー・クリスタル）のもとに連れて行くと、マックスは、ウェスリーはほぼ死んでいるだけだと言い、蘇生薬をくれる。結婚式が迫る中、二人はウェスリーに早く薬を与え過ぎ、ウェスリーは甦るが体は麻痺したままとなる。三人は城に侵入する。王子は結婚式を端折りキンポウゲを自室に閉じ込める。
一方、イニゴはルーガンを見つけて決闘する。重傷を負うが、幾度となく練習してきた復讐の言葉「やあ。俺の名前はイニゴ・モントーヤだ。よくも父を殺したな。覚悟しろ。」を口にし始めると集中を取り戻し、宿敵を倒す。
ウェスリーはキンポウゲの自殺を止め、誓いの言葉を省略したために結婚は無効だと説得する。王子は二人に立ち向かうが、ウェスリーに丸めこまれて降伏して縛られ、臆病さを反省させられる。フェジクが都合よく見つけた馬に乗り、ウェスリー、キンポウゲ、イニゴそしてフェジクは馬に乗って洋々と立ち去る。復讐を果たした今、この先何をしていいかわからないとイニゴは言う。次の“恐ろしい海賊ロバーツ”になってはどうかとウェスリーは勧める。
ウェスリーとキンポウゲは情熱的なキスをかわす。祖父が語り終えて部屋を去ろうとすると、孫は翌日また話をしてくれと願う。祖父は微笑み「仰せの通りに」と答える。

## キャスト
※括弧内は日本語吹替（Netflix版）
- ウェスリー（英語版） - ケイリー・エルウィス（中村だいぞう）
- キンポウゲ（バターカップ） / プリンセス・ブライド - ロビン・ライト（岩田麻衣子）
- イニーゴ・モントーヤ（英語版） - マンディ・パティンキン（芦原健介）
- フンパーディンク王子 - クリス・サランドン（猪俣三四郎）
- ルーガン伯爵 - クリストファー・ゲスト（神保良介）
- ビジニ - ウォーレス・ショーン（中山裕康）
- フェジック - アンドレ・ザ・ジャイアント（早川えすえふ）
- 孫 - フレッド・サベージ（秋月三佳）
- 祖父 / ナレーター - ピーター・フォーク（中野健治）
- 白子の拷問者 - メル・スミス（早川えすえふ）
- ヴァレリー - キャロル・ケイン（杉村こずえ）
- 奇跡屋マックス - ビリー・クリスタル（森田ガンツ）
- イェリン - マルコム・ストーリー（中野健治）